# Jimmy Fallon
James Thomas (Jimmy) Fallon Jr. (New York, 19 september 1974) is een Amerikaans komiek, acteur en presentator. Hij behoorde van 1998 tot en met 2004 tot de ploeg van Saturday Night Live en had van maart 2009 tot februari 2014 zijn eigen dagelijkse praatprogramma genaamd Late Night with Jimmy Fallon. Na de Olympische Winterspelen van 2014 nam hij het stokje over van Jay Leno en werd hiermee de presentator van The Tonight Show.

## Jonge jaren
Jimmy Fallon werd geboren in Bay Ridge, Brooklyn, New York als de zoon van Gloria Feeley en James W. Fallon. Zijn familie verhuisde later naar Saugerties, New York, toen zijn vader bij IBM werkte in Kingston, New York. Zijn afkomst is vijf achtste Iers, twee achtste Duits en een achtste Noors. Zijn grootmoeder van vaderskant, Luise Schalla, kwam uit Osterholz-Scharmbeck, Duitsland, waar zijn grootmoeder van moederskant een immigrant uit Fredrikstad, Noorwegen was.
Op jonge leeftijd speelden Jimmy en zijn oudere zus, Gloria, al de clean parts van Saturday Night Live na. Tijdens zijn tienerjaren maakte hij indruk op zijn ouders met zijn vertolkingen van verschillende beroemdheden. Hij was ook muzikaal aangelegd, en leerde op zijn dertiende gitaarspelen.

### Opleiding
Fallon volgde basisonderwijs op de St. Mary of the Snow, een rooms-katholieke school in Saugerties, en slaagde aan de Saugerties High School in 1992. Vervolgens studeerde hij aan The College of Saint Rose in Albany, New York. Hij studeerde als hoofdvak Informatica (Computer Science), maar schakelde in zijn laatste jaar over naar Communicatie. Hij maakte zijn studie vervolgens niet af, in het laatste semester voor zijn afstuderen, om een carrière in komedie na te streven.
I was a Computer Science major. I got out once it got really hard. I made it up to C++. Then I couldn't do the math – it got really confusing. I switched to Communications, which is a ridiculous major – let's be honest"—  Jimmy Fallon over zijn studies
Op 9 mei 2009 ontving Fallon alsnog zijn Bachelor of Arts in Communicatie en een eredoctoraat van de The College of Saint Rose, nadat hij de examencommissie zijn portfolio liet zien, die aan alle vereisten voldeed.

## Carrière

### Saturday Night Live
Aan het einde van de jaren 90 verhuisde Fallon terug naar New York om zijn levensdroom te vervullen. Hij had de kans gekregen om auditie te doen voor zijn favoriete show, Saturday Night Live. Hij overtuigde de medeoprichter en producent van SNL – Lorne Michaels – met zijn vertolking van Adam Sandler. Fallon voegde zich bij de SNL cast voor het 1998-1999 seizoen, waarin ook Will Ferrell, Tracy Morgan en Molly Shannon zaten.
Tijdens zijn SNL periode werd Fallon ook onder een groter publiek bekend met zijn vertolkingen van beroemdheden. Zo deed hij o.a. Robert De Niro, John Lennon, Chris Rock en Mick Jagger na. Hij speelde een jonge versie van laatstgenoemde toen deze te gast was in een aflevering van SNL. Maar niet alleen beroemdheden maakten onderdeel uit van zijn repertoire, Fallon wist ook een gevarieerde mix van originele karakters tot leven te brengen, zoals een verwaande winkelbediende bij Jeffrey's (samen met Sean Hayes) en een lid van een boyband. Fallon was tevens de mede-presentator van de SNL's terugkerende nieuws sketch "Weekend Update", samen met Tina Fey.

### Overgangsfase
In 2004 maakte Jimmy Fallon tijdens diezelfde nieuws sketch bekend dat hij de show zou verlaten, maar keerde daarin nog regelmatig terug als gastspeler. Zo krikte hij met onder meer imitaties van Barry Gibb in 2006 en 2009 het totaal aantal afleveringen van SNL waaraan hij meewerkte op tot inmiddels meer dan 120. In de daaropvolgende jaren na SNL probeerde hij de overgang te maken naar feature films, maar dit leverde wisselende recensies op. Zo werkte hij samen met Queen Latifah aan de Amerikaanse remake van de Franse film Taxi en met Drew Barrymore aan de romantische komedie Fever Pitch. In 2006 liet Fallon een meer dramatische kant zien door zijn rol in Factory Girl, als de promotor Chuck Wein.

### Late Night with Jimmy Fallon
In 2008 volgde Jimmy Fallon zijn mede-SNL alumnus Conan O'Brien op als de presentator van de NBC show Late Night. O'Brien verliet de show om zich voor te bereiden op de overname van The Tonight Show van Jay Leno (een rol die Fallon enkele jaren later ook overnam). Op 24 april 2008 werd officieel bevestigd dat Jimmy deze taak op zich zou nemen, maar zijn eerste aflevering van Late Night with Jimmy Fallon moest wachten tot 2 maart 2009. Hij stond onder grote druk doordat er gemengde reacties waren, maar wist uiteindelijk het publiek voor zich te winnen door zijn sketches en spelletjes met zijn gasten. De eerste gasten van Late Night with Jimmy Fallon waren Robert De Niro, Justin Timberlake, Nick Carter, en als musicale gast Van Morrison. In de eerste week werd hij tijdens zijn show ondersteund door o.a. Tina Fey, Jon Bon Jovi, Cameron Diaz, Donald Trump en Drew Barrymore.

### Tonight Show with Jimmy Fallon
In april 2013 werd officieel bekendgemaakt dat Fallon de nieuwe presentator van The Tonight Show zou worden, na het aflopen van Jay Leno's contract. Het programma debuteerde op 17 februari 2014.
I just want to do the best I can, 
And take care of the show for a while.—  Jimmy Fallon tijdens de eerste aflevering van The Tonight Show

## Prijzen en nominaties
Fallon werd van 2001 tot en met 2005 elf keer genomineerd voor een Teen Choice Award (zonder er een te winnen) in de categorieën favoriete komiek en favoriete tv-persoonlijkheid. Fallon presenteerde in 2002 de MTV Video Music Awards en deed daarbij imitaties van onder andere Eminem, Avril Lavigne, Enrique Iglesias en Nelly terwijl die aanwezig waren in de zaal.

## Privé
Fallon trouwde op 22 december 2007 met filmproducente Nancy Juvonen die hij leerde kennen nadat hij samen met Drew Barrymore speelde in de film Fever Pitch. Nancy en Drew runnen samen Flower Films die o.a. films als Donnie Darko,  Charlie's Angels deel 1 en 2, en de eerdere genoemde Fever Pitch hebben geproduceerd. Fallon en Juvonen  kregen in 2013 samen een dochter genaamd Winnie Rose en in 2014 een tweede dochter genaamd Frances Cole. Beiden werden geboren via draagmoederschap. Zijn moeder overleed in november 2017 op 68-jarige leeftijd. Waar aan is onbekend.

## Filmografie

### Computerspel
- LEGO Jurassic World - zichzelf (2015, stem)
- You Don’t Know Jack: Full Stream - zichzelf (2018, stem)

- Bibliothèque nationale de France: cb15081375g (data)
- Gemeinsame Normdatei: 142267589
- International Standard Name Identifier: 0000 0000 8105 1395
- Library of Congress Control Number: n99052501
- MusicBrainz: 78b7c31c-97cb-4f06-be5c-5c2e5a7c87bc
- Nationale Bibliotheek van Tsjechië: xx0071293
- Nationale Bibliotheek van Israël: 987007431231905171
- Virtual International Authority File: 26397984
- WorldCat: E39PBJht8thGPytmfm9WXH63Qq